# 압디 빌레
압디 빌레 압디(소말리어: Cabdi Bile Cabdi 자브디 빌레 자브디, 아랍어: عبد بلي عبد, 1962년 12월 28일~)는 소말리아의 은퇴한 육상 선수로 주 종목은 중거리 달리기이다. 소말리아 운동 선수 중 가장 성공한 선수로 소말리아 육상 역사상 가장 많은 기록(9개 부문)을 세운 선수이다.
1987년에 세계 선수권 대회에서 1500m 부문에서 우승하여 소말리아인 최초로 세계 대회 우승자가 되었다. 이 대회 준결승에서 3분 35.67초의 기록으로 세계 선수권 대회 기록을 세웠으며, 이 기록은 1991년 9월 1일 누레딘 모르셀리에 의해 깨졌다.